# Raritan
Raritan, /krnji nizozemski oblik od "ĕrärüwitan" ili "räruwitan", the stream overflows so,/ ogranak Unami Indijanaca, po nekima konfederacija koja se sastojala od dva sačemdoma i preko 20 poglavištava. Raritanci su naseljavali obale rijeke Raritan i lijevu obalu rijeke Delaware, a imali su oko 1,200 ratnika (1646). Postupno do 1802. rasprodaju svoju zemlju, i zajedno s ostalim nadvladabim plemenima New Jerseya, smješteni su na rezervat Brotherton, u Evershamu, u okrugu Burlington. 
Do 1832. preostalo ih je svega četrdesetak, koji su kasnije preseljeni na Green Bay u Wisconsin, gdje žive pod imenom Brotherton.